# Orlaka
Orlaka je naselje v občini Trebnje.
Orlaka stoji sredi gozda na vrtačastem in kamnitem svetu, ki se polagoma dviga proti Kremenjeku (570 m). K naselju spadata tudi dva zaselka Zgornja in Spodnja Orlaka, celotno območje pa zaostaja v razvoju. Njive so večinoma na hribih: Brezov vrh, Veliki hrib, Podšumberk in Kremenjek, pod naseljem pa je več kraških brezen, med njimi Marjetna in Pasja jama, sredi vasi pa je bila včasih velika vaška mlaka.